# Alícia Homs Ginel
Alicia Homs Ginel (ur. 15 października 1993 w Palmie) – hiszpańska polityk, posłanka do Parlamentu Europejskiego IX i X kadencji.

## Życiorys
Absolwentka nauk politycznych i zarządzania publicznego na Uniwersytecie Autonomicznym w Barcelonie (2016). W 2017 uzyskała magisterium z zakresu stosunków dyplomatycznych. Pracowała m.in. w administracji ESADE Business School. Działaczka Hiszpańskiej Socjalistycznej Partii Robotniczej na Balearach, została doradcą technicznym ministra pracy w rządzie regionalnym.
W wyborach w 2019 z ramienia PSOE uzyskała mandat eurodeputowanej IX kadencji. Utrzymała go również w 2024, gdy Teresa Ribera przed rozpoczęciem X kadencji PE odmówiła jego objęcia.